# 歐文斯 (密蘇里州)
歐文斯（英語：Owens）是位於美國密蘇里州賴特縣的非建制地區。

## 地理
歐文斯所處的海拔為高於海平面402米（即1319英呎），而該地所採用的時區為UTC-6，即北美中部時區（CST）。同時該地設有夏令時間，為UTC-6調快一小時，即UTC-5（CDT）。